# Silvio Baratta
Silvio Baratta (Salerno, 14 luglio 1975) è un ex arbitro di calcio italiano.

## Carriera
Silvio Baratta, originario di Vallo della Lucania, è un ex arbitro della sezione di Salerno. Dopo la trafila delle varie categorie dilettantistiche approda tra i professionisti dirigendo 130 gare in Lega Pro (serie C): 58 in Prima Divisione e 44 in seconda; 2 di Playoff C2, 2 di Playout C2, le altre (25) in Coppa e campionato primavera. Nelle stagioni 2010-2011 e 2011-2012 fa parte del CAN di serie B (tra le sue direzioni nella serie cadetta ricordiamo la partita Pescara-Livorno del 14 aprile 2012 dove perse la vita il calciatore toscano Piermario Morosini) per poi debuttare in serie A il 6 maggio 2012, dove dirige Siena-Parma. Il 2 luglio 2012 viene dismesso dalla CAN B per normale avvicendamento, concludendo così la sua carriera arbitrale. Smessa l'avventura sui campi, durante la stagione 2012-2013 ha svolto il ruolo di Mentor nell'ambito del Settore Tecnico dell'AIA..
Rassegnate le dimissioni dall'AIA, per la stagione 2015/2016 assume il ruolo di dirigente addetto all'arbitro per la Salernitana.